# Жуан-Песоа (микрорегион)
Жуан-Песоа (порт. Microrregião de João Pessoa) — микрорегион в Бразилии, входит в штат Параиба. Составная часть мезорегиона Зона-да-Мата-Параибана. Население составляет 1 034 615	человек (на 2010 год). Площадь — 1262,630 км². Плотность населения — 819,41 чел./км².

## Демография
Согласно сведениям, собранным в ходе переписи 2010 г. Национальным институтом географии и статистики (IBGE), население микрорегиона составляет:						
| Полное население                             | Полное население                             | Полное население                             | Полное население                             | 1 034 615 |
| -------------------------------------------- | -------------------------------------------- | -------------------------------------------- | -------------------------------------------- | --------- |
| в том числе:                                 | Городское население                          | 1 005 870                                    | Процент городского населения, %              | 97,22     |
|                                              | Сельское население                           | 28 745                                       | Процент сельского населения, %               | 2,78      |
|                                              | Мужское население                            | 487 863                                      | Процент мужского населения, %                | 47,15     |
|                                              | Женское население                            | 546 752                                      | Процент женского населения, %                | 52,85     |
| Плотность населения, чел/км²                 | Плотность населения, чел/км²                 | Плотность населения, чел/км²                 | Плотность населения, чел/км²                 | 819,41    |
| Население микрорегиона в % к населению штата | Население микрорегиона в % к населению штата | Население микрорегиона в % к населению штата | Население микрорегиона в % к населению штата | 27,47     |

## Статистика
- Валовой внутренний продукт на 2005 год составляет 7 817 537 547 реалов (данные: Бразильский институт географии и статистики).
- Валовой внутренний продукт на душу населения на 2005 год составляет 8087,39 реалов (данные: Бразильский институт географии и статистики).
- Индекс развития человеческого потенциала на 2000 год составляет 0,750 (данные: Программа развития ООН).

## Состав микрорегиона
В составе микрорегиона включены следующие муниципалитеты:
1. Байе
2. Кабеделу
3. Конди
4. Жуан-Песоа
5. Лусена
6. Санта-Рита